# Pinus densata
Pinus densata é uma espécie de pinheiro originária do Velho Mundo, mais precisamente da região da Ásia.